# InterContinental Shanghai Wonderland
Das Intercontinental Shanghai Wonderland (chinesisch: 上海洲际世茂仙境酒店 Shànghǎi Zhōujì Shìmào Xiānjìng Jiǔdiàn) (auch Tianma Pit Hotel, Shimao Quarry Hotel und Pit Pegasus Hotel genannt) ist ein Luxushotel der InterContinental Hotels Group im Shanghaier Stadtbezirk Songjiang.
Das Hotel, das in einer konvexen bis konkaven Form gebaut ist, wurde innerhalb eines ehemaligen Steinbruchs errichtet. Dieser wiederum wurde teilweise zu einem See geflutet, sodass ein Teil des Hotels unter Wasser liegt.

## Bau und Ausstattung
Die InterContinental Hotels Group finanzierte den Bau mit 555 Millionen US-Dollar. Der Entwurf wurde 2009 für eine Auszeichnung beim World Architecture Festival in die engere Wahl gezogen.
Das Hotel hat 18 Stockwerke. Die obersten zwei Stockwerke befinden sich oberhalb des eigentlich ehemaligen Steinbruchs, die unteren zwei Stockwerke unterhalb des Wasserspiegels (Sees) im ehemaligen Steinbruch.
Das Hotel verfügt über 337 Zimmer, einen Konferenzsaal für bis zu 1000 Personen, einen weiteren großen Ballsaal und Restaurants und Cafés im Erdgeschoss sowie in den obersten Etagen.